# Alexander Nikolov
Aleksandar Nikolov, född 4 mars 1940, är en bulgarisk före detta boxare.
Nikolov blev olympisk bronsmedaljör i lätt tungvikt i boxning vid sommarspelen 1964 i Tokyo.